# LMU Klinikum
Das LMU Klinikum, mit vollem Namen Klinikum der Universität München, zählt zu den größten Universitätskliniken in Deutschland und Europa.
Das LMU Klinikum wurde seit 1999 als organisatorisch, finanzwirtschaftlich und verwaltungstechnisch selbstständiger Teil der Ludwig-Maximilians-Universität und kaufmännischer Staatsbetrieb geführt. Seit Juni 2006 ist das LMU Klinikum eine Anstalt des öffentlichen Rechts, was dem Vorstand mehr Handlungsspielraum bei wirtschaftlichen Entscheidungen einräumt. Gleichzeitig ist es als Forschungs- und Lehreinrichtung mit der Universität verbunden.
Das Klinikum der Universität München mit seinen zwei Campus in der Innenstadt und in Großhadern ist nach der Berliner Charité das zweitgrößte Krankenhaus der Maximalversorgung Deutschlands.

## Fachgebiete
Das LMU Klinikum gliedert sich in 48 Kliniken, Abteilungen und Institute. 

### Kliniken
Die Kliniken repräsentieren die klassischen Teilgebiete der Medizin.
- Allgemein-, Viszeral- und Transplantationschirurgie, Klinik
- Anaesthesiologie, Klinik
- Augenklinik und Poliklinik
- Dermatologie und Allergologie, Klinik und Poliklinik
- Endokrinologie, Nephrologie und weitere Sektionen, Medizinische Klinik und Poliklinik IV
- Frauenheilkunde und Geburtshilfe, Klinik und Poliklinik
- Gastroenterologie und Hepatologie, Medizinische Klinik und Poliklinik II
- Hals-Nasen-Ohrenheilkunde, Klinik
- Hämatologie, Onkologie, Medizinische Klinik und Poliklinik III
- Herzchirurgische Klinik und Poliklinik
- Kardiologie, Medizinische Klinik und Poliklinik I
- Kieferorthopädie, Poliklinik
- Kinder- und Jugendpsychiatrie, Psychosomatik und Psychotherapie, Klinik und Poliklinik
- Kinderklinik und Kinderpoliklinik im Dr. von Haunerschen Kinderspital
- Mund-, Kiefer- und Gesichtschirurgie, Klinik und Poliklinik
- Neurochirurgische Klinik und Poliklinik
- Neurologische Klinik und Poliklinik
- Nuklearmedizin, Klinik und Poliklinik
- Palliativmedizin, Klinik und Poliklinik
- Pneumologie, Medizinische Klinik und Poliklinik V,
- Psychiatrie und Psychotherapie, Klinik
- Radiologie, Klinik und Poliklinik
- Strahlentherapie und Radioonkologie, Klinik und Poliklinik
- Urologische Klinik und Poliklinik
- Zahnärztliche Prothetik, Poliklinik
- Zahnerhaltung und Parodontologie, Poliklinik

### Abteilungen
Die Abteilungen stehen in der Regel für Spezialgebiete.
- Gefäßchirurgie
- Hand-, Plastische und Ästhetische Chirurgie
- Infektions- und Tropenmedizin
- Kinderkardiologie und Pädiatrische Intensivmedizin
- Klinische Pharmakologie
- Thoraxchirurgie
- Transfusionsmedizin, Zelltherapeutika und Hämostaseologie

### Institute
Die Institute haben schwerpunktmäßig eine wissenschaftliche Ausrichtung.
- Allgemeinmedizin
- Arbeits-, Sozial- und Umweltmedizin
- Didaktik und Ausbildungsforschung in der Medizin
- Chirurgische Forschung
- Humangenetik
- Laboratoriumsmedizin
- Notfallmedizin und Medizinmanagement
- Diagnostische und Interventionelle Neuroradiologie
- Klinische Neuroimmunologie
- Klinische Neurowissenschaften
- Prophylaxe und Epidemiologie der Kreislaufkrankheiten
- Psychiatrische Phänomik und Genomik
- Schlaganfall- und Demenzforschung

## Standorte
Mit der Fusion der beiden Uniklinika „Innenstadtkliniken“ und „Klinikum Großhadern“ im Jahre 1999 gingen eine Neustrukturierung der medizinischen Patientenversorgung und die Zusammenfassung der Verwaltung einher.
Mit der Fusion wurde ein neues Leitungsgremium etabliert, das die vier Säulen universitärer Krankenhausführung spiegelt: der Ärztliche Direktor für die medizinisch-ärztlichen Belange, der Kaufmännische Direktor für die administrativen Aufgaben, der Pflegedirektor für das Pflegepersonal und die medizinische Zuarbeit sowie der Vertreter der Medizinischen Fakultät in Person des Dekans für Forschung und Lehre. Kontrollorgan ist der Aufsichtsrat, bestehend aus Mitgliedern der beteiligten Bayerischen Staatsministerien und dem Präsidenten der Ludwig-Maximilians-Universität (LMU) sowie einem Vertreter einer anderen Universität und einem fachfremden Vertreter aus der Wirtschaft.

### Campus Innenstadt

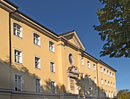
Campus Innenstadt

Diese Bereiche nahe der Altstadt stellen durch den Neubau des LMU Klinikum Innenstadt (ehemals Portalklinik) in zentraler Lage auch künftig für ambulante und andere erste Versorgung ein hochwertiges Angebot zur Verfügung. Unmittelbar neben dem bestehenden Gebäude der Medizinischen Klinik entstand in der Ziemssenstraße 1 die neue Klinik mit 200 interdisziplinär genutzten Betten, mehreren Ambulanzen, einer Notaufnahme und einem Geburtszentrum.
Nach Fertigstellung im Juni 2021 wurde reorganisiert. Der Umzug zahlreicher Bereiche wie z. B. Kinderheilkunde, Mund-, Kiefer- und Gesichtschirurgie und Gynäkologie sowie großer Teile der Abteilungen für Chirurgie und Innere Medizin nach Großhadern wurde ermöglicht.
Im Jahr 1991 schlossen sich die Kliniken im Zentrum von München zum Klinikum Innenstadt zusammen. Dazu zählen die Medizinische Klinik und Poliklinik, das Dr. von Haunersche Kinderspital, die Frauenklinik an der Maistraße, die Chirurgische Klinik, die Zahnärztlichen-, Mund-, Kiefer- und Gesichtschirurgischen Kliniken, die Psychiatrische Klinik, die Augenklinik sowie schließlich die Dermatologische Klinik. Zudem befinden sich auf dem Gelände noch eine Reihe von Universitätsinstituten wie etwa die Anatomische Anstalt, welche zusammen mit den Kliniken den Campus Innenstadt bilden. Zuletzt wurde 2010 das Gebäude der Kinder- und Jugendpsychiatrie mit drei Stationen fertiggestellt.
Neben der überwiegend ambulanten und einer stationären Krankenversorgung spielt der Campus Innenstadt auch künftig eine wichtige Rolle in der klinischen und der studentischen Ausbildung.

### Campus Großhadern

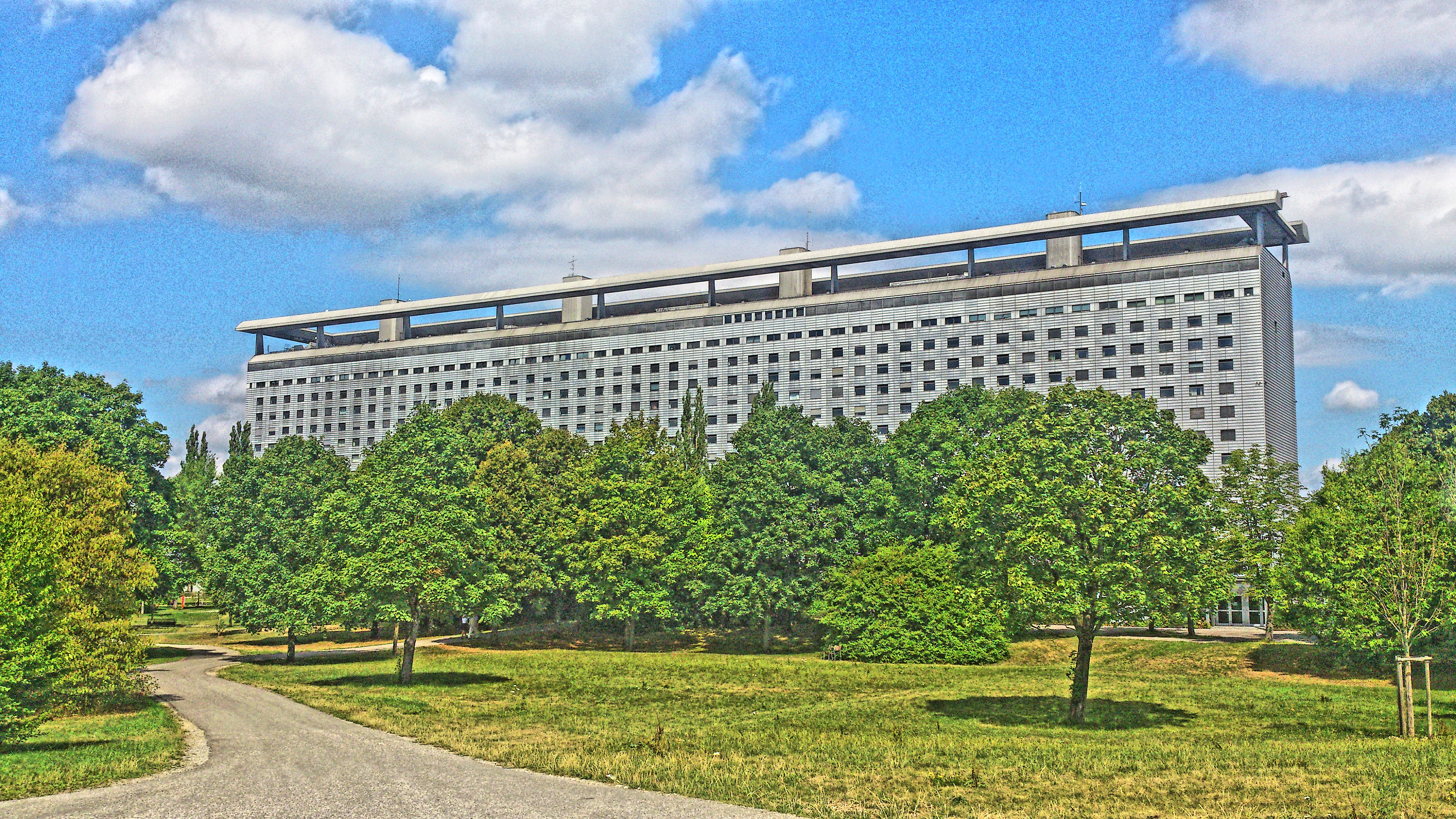
Campus Großhadern 2013

Das im Münchner Stadtbezirk Hadern (Großhadern) gelegene Klinikum Großhadern (Lage) ist Teil des Klinikums der Ludwig-Maximilians-Universität München. Seit der Fusion mit den Innenstadtkliniken lautet seine genaue Bezeichnung Klinikum der Universität München – Campus Großhadern. Mit seinen 1210 Betten (Stand 31. Dezember 2013) und den angeschlossenen Instituten ist es der größte zusammenhängende Krankenhaus-Komplex Münchens.
1994 wurde in der Nachbarschaft das neue Gebäude des ebenfalls zur Ludwig-Maximilians-Universität München gehörenden Genzentrums in Betrieb genommen, 1999 wurden die gesamte Fakultät für Chemie und Pharmazie auf den Großhaderner Teil des HighTech CampusLMU umgesiedelt. Zudem befindet sich in unmittelbarer Nähe im benachbarten Martinsried das Biozentrum, welches einen Großteil der Fakultät für Biologie der LMU in sich vereint, sowie das Biomedizinisches Centrum (BMC) ein Forschungs- und Lehr-Standort der LMU, der zur Fakultät für Medizin gehört.
Die Transplantationsabteilung des Klinikums ist eine der führenden in Deutschland. Dabei werden alle klinisch etablierten Transplantationen durchgeführt, also Übertragungen von Herz, Lunge (ein oder zwei Flügel), Bauchspeicheldrüse, Niere und Leber sowie kombinierte Bauchspeicheldrüsen-Nieren- und Herz-Lungen-Transplantationen. Weitere medizinische Schwerpunkte sind Onkologie, Neurologie und Neurowissenschaften, Herz-Kreislauf- und Stoffwechselerkrankungen. Das Interdisziplinäre Zentrum für Palliativmedizin ist Anlaufstelle für schwerstkranke Menschen. Neu eröffnet wurde im Juli 2014 das Operative Zentrum am Campus Großhadern mit 32 OP-Sälen, einer interdisziplinären Notaufnahme, 5 Intensivstationen und einer Zentralen Sterilgutversorgungsabteilung sowie dem ambulanten OP-Zentrum mit weiteren 4 OP-Sälen. Weiters angegliedert sind ein Kinderpalliativzentrum sowie das Centrum für Schlaganfall- und Demenzforschung. Seit 1997 gibt es nahe dem Campus das Ronald McDonald Haus München der McDonald’s Kinderhilfe, in dem Familien, deren Kinder im Klinikum in Behandlung sind, untergebracht werden können.
Neben der Krankenversorgung spielt das Klinikum auch eine wichtige Rolle in der klinischen und theoretischen Forschung sowie in der studentischen Ausbildung. Dem Klinikum ist eine Krankenpflegeschule angeschlossen.
Am Klinikum Großhadern sind ein Notarzteinsatzfahrzeug sowie der Intensivtransporthubschrauber „Christoph München“ stationiert.

#### Planung und Bau
Im Jahre 1954 gab es einen Ideenwettbewerb für den Bau eines neuen Großklinikums am südwestlichen Stadtrand, bei dem die Wahl auf ein 70 Hektar großes Grundstück in Großhadern fiel. Durch die Situierung am Stadtrand wollte man einerseits den Patienten die Vorteile der ruhigen Lage und besseren Luftverhältnisse bringen und sich andererseits auch problemlose künftige Erweiterungen offenhalten. Die konkrete Planung des Klinikums in der Marchioninistraße begann 1966. Die Bauzeit war von 1967 bis 1977. Die Kosten betrugen 367 Mio. Euro. Die Nebengebäude wurden jedoch bereits 1973 bezogen. Das Erscheinungsbild der Anlage wird im Wesentlichen durch das 60 Meter hohe und 205 Meter lange Bettenhaus aus Stahlbeton geprägt. Es ist wegen seiner Form und der Aluminiumfassade weithin sichtbar und trägt bei Studenten den Spitznamen „der Toaster“. Dieses Hauptgebäude soll langfristig durch einen Neubau ersetzt und dann abgerissen werden. Die Kosten hierfür werden mit mindestens 500 Millionen Euro beziffert.
Mit dem Richtfest einer interdisziplinären Portalklinik am Campus Innenstadt feiert das Klinikum der Universität München am 15. Mai 2017 den Baufortschritt an der Ziemssen-/Nußbaumstraße. Im Oktober 2015 erfolgte der Spatenstich, die Fertigstellung erfolgte im Juni 2021. Die neue interdisziplinäre Klinik soll der Patientenversorgung und damit einhergehend der universitären Arztausbildung am Medizin-Campus Innenstadt dienen.

#### Verkehrsanbindung
Das zentral gelegene Poliklinikum in der Pettenkoferstraße und andere Kliniken nahe dem Altstadtbereich sind auch fußläufig vom Altstadtring und vom Hauptbahnhof sowie über die U-Bahn-Linien 1, 2, 3 und 6 sowie per Bus erreichbar.
Das zuletzt erstellte Klinikum Großhadern liegt am Stadtrand von München. Seit 1993 hat die U-Bahn-Linie 6 dort ihre Endhaltestelle. Auch mehrere Stadt- und Regionalbusse fahren die Stationen rund um das Klinikum an. Eine in den 1970er Jahren angedachte Verlängerung der Straßenbahn vom Waldfriedhof durch die Würmtalstraße zum Klinikum Großhadern wurde zugunsten der später realisierten U-Bahn aufgegeben.

#### Kunst am Bau

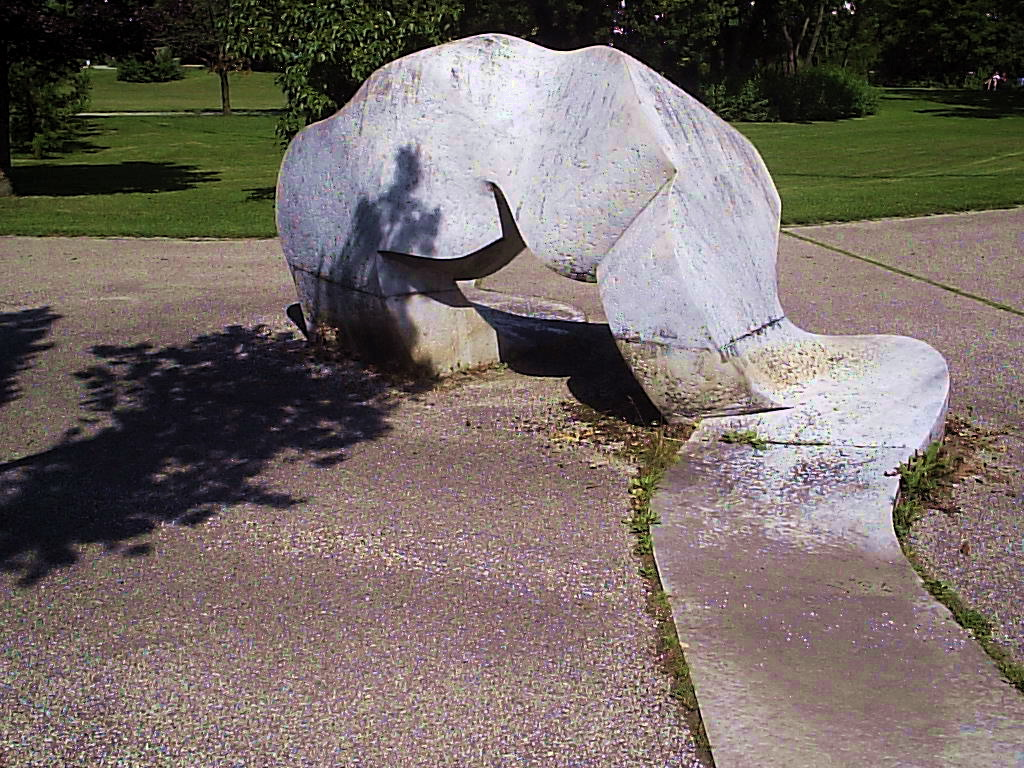
Gesteinsader

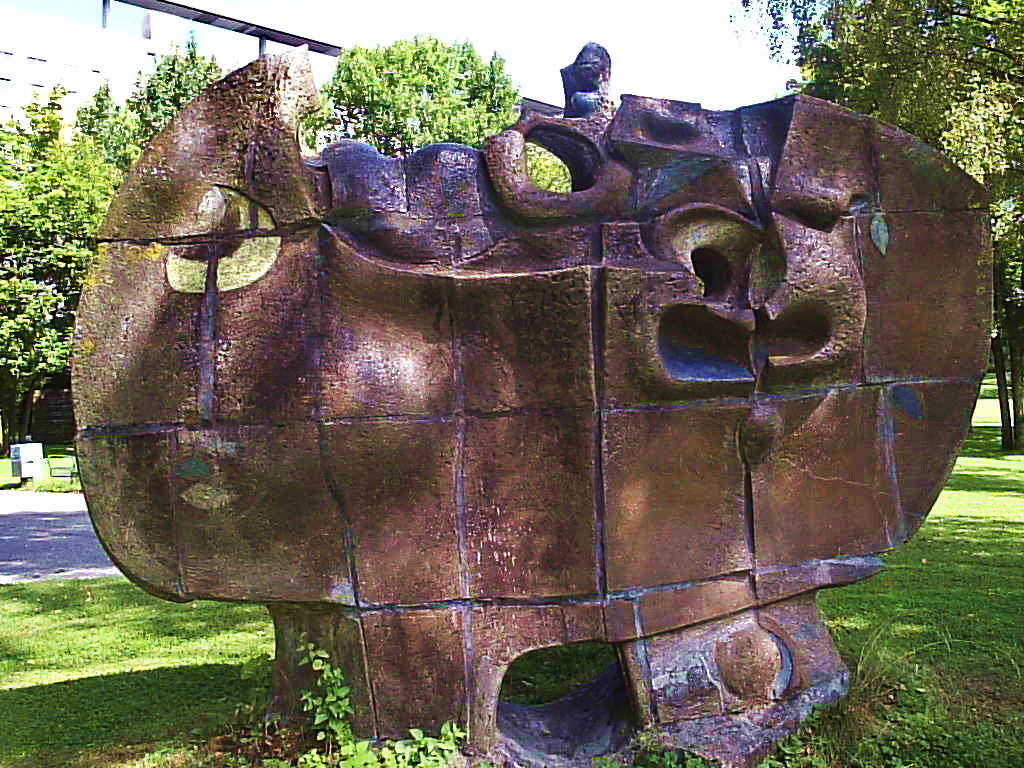
Blumen am Wege

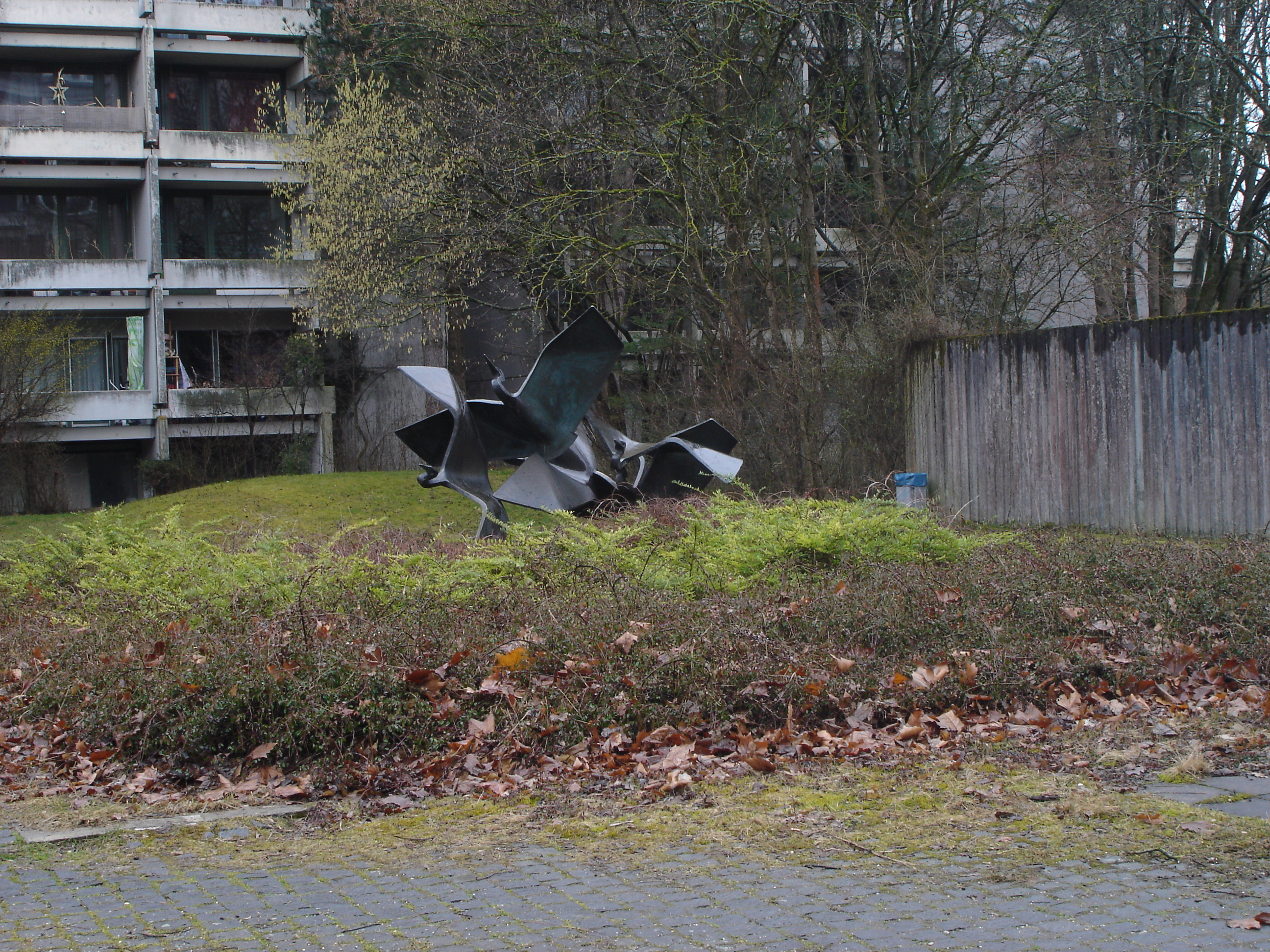
Auffliegender Reiherschwarm von Rolf Nida-Rümelin

Folgende Skulpturen und Plastiken befinden sich auf dem Gelände des Klinikums:
- „Auffliegender Reiherschwarm“ Rolf Nida-Rümelin
- „Blumen am Wege“ Reinhard Wolke
- „Tektonische Form“ Ernst Wirtls
- „Bronzehengst“ Hans Kastler
- „Rotes Raumkreuz“ Alf Lechner
- zwei „Bildsäulen“ Max Bill
- „Relation“ James Reineking
- „Gesteinsader“ Hans Rucker

## Geschichte
Das Klinikum kann auf eine 200-jährige Geschichte zurückblicken, die eng mit der Entwicklung der Medizinischen Fakultät verbunden ist. Zu den vier Gründungsfakultäten der Hohen Schule in Ingolstadt gehörte 1472 auch die Medizin. 1800 wurde die Universität nach Landshut verlegt und erhielt den Namen „Ludovico-Maximilianaea“. 1825 erfolgte schließlich der endgültige Umzug nach München.
Im Jahr 1999 fusionierten dann die beiden Campus Innenstadt und Großhadern zum Klinikum der Universität München.

### Innenstadtkliniken

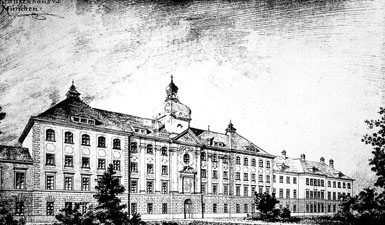
Historische Abbildung der Medizinischen Klinik Innenstadt

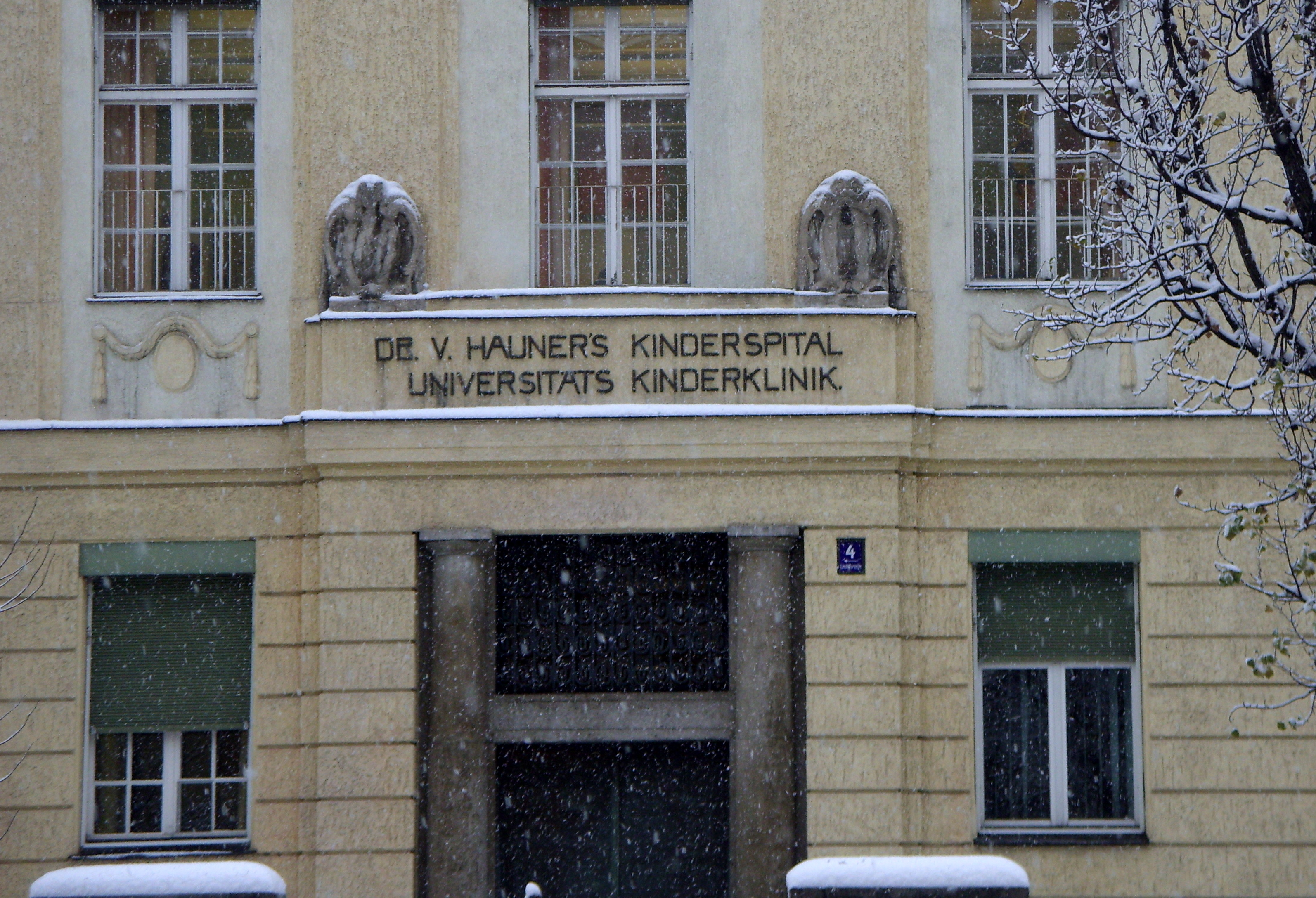
Dr. v. Haunersches Kinderspital

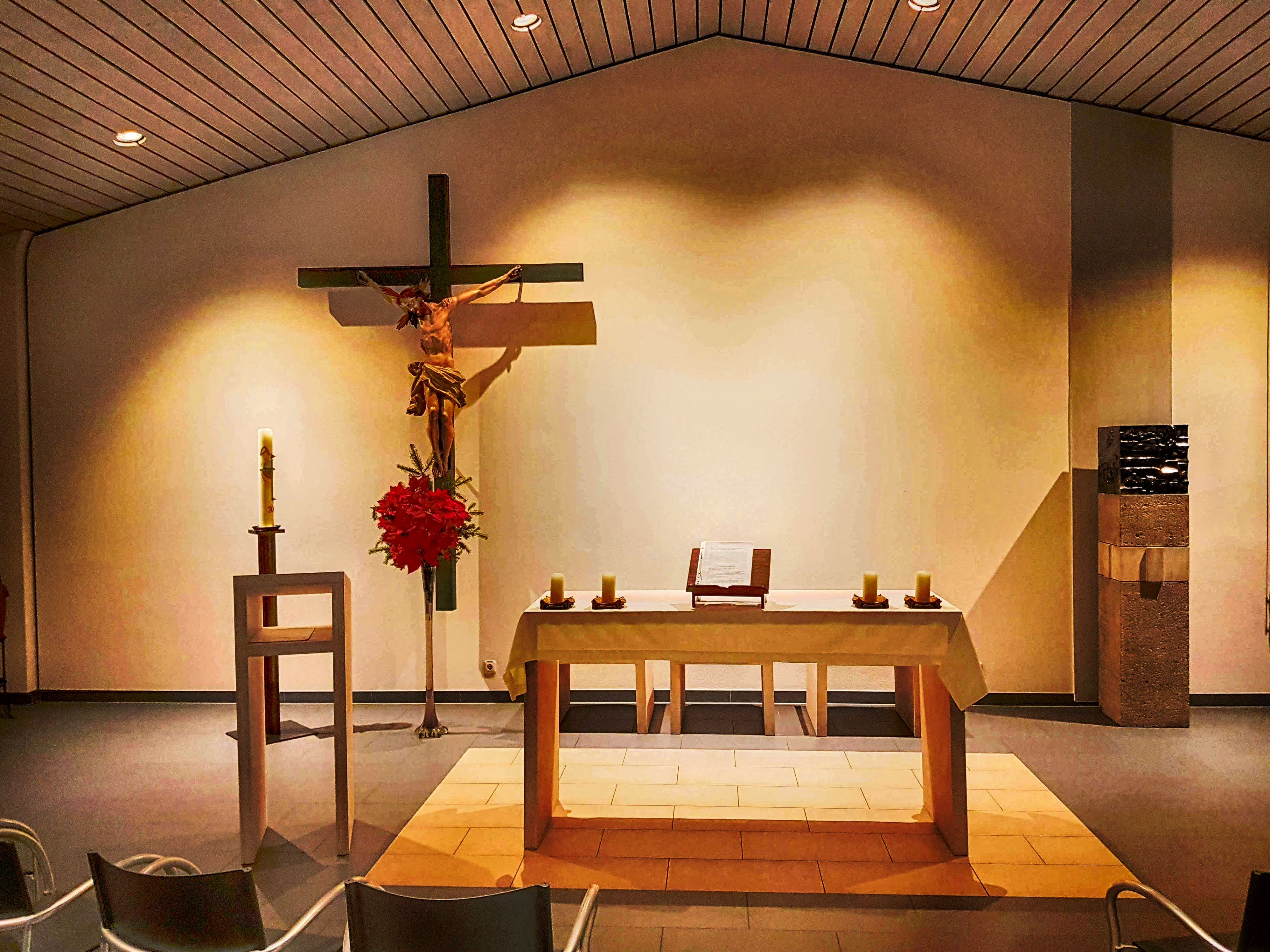
Krankenhauskapelle der LMU-Augenklinik in der Mathildenstraße

Nach der Umsiedelung der Universität erhielt die Medizinische Fakultät das von Leo von Klenze für die Akademie der Wissenschaften erbaute Anatomiegebäude zur Unterweisung in den nichtklinischen Fächern. Für die klinischen Fächer wurde das Nutzungsrecht in dem unter Mitwirkung des Arztes Franz Xaver Häberl 1813 neu erbauten Allgemeinen Krankenhaus vereinbart. Heute ist dies die Medizinische Klinik an der Ziemssenstraße (benannt nach Hugo von Ziemssen), in München auch als Klinikum links der Isar geläufig. In technischer Hinsicht bewies Häberl auch hier sein Genie. Schon im Vorgängerbau, dem Spital der Barmherzigen Brüder (1752–1794), hatte er ein von ihm entwickeltes Ventilationssystem zur Belüftung der Krankensäle eingebaut, das zu einer technischen Sehenswürdigkeit avancierte und 1806 sogar von Napoleon besichtigt wurde. Ein weiterer wichtiger Beitrag zur Hygiene im Neubau des Allgemeinen Krankenhauses von 1813, ebenfalls von Häberl entwickelt, waren die wassergespülten Toiletten und die Konstruktion spezieller Leibstühle mit hermetisch verschließbaren Kübeln für die Krankensäle. Zur kontinuierlichen Versorgung mit sauberem Wasser wurde 1839 ein artesischer Brunnen gebohrt. Das von Häberl konstruierte Fördersystem pumpte das Wasser in zwei Bassins unter dem Dach, aus denen das hauseigene Leitungsnetz gespeist wurde. Zwischen 1863 und 1929 entstanden Gebäude für die Poliklinik (1883 Reisingerianum), das Dr. von Haunersche Kinderspital (1882 nach einem Entwurf von Arnold von Zenetti), die Chirurgische Klinik (1891 unter Leitung von Arnold von Zenetti), das Zahnärztliche Institut (1899/1900), die Psychiatrische Klinik (1904 von Max Littmann), die Augenklinik (1910 nach Plänen von Ludwig von Stempel), die I. Frauenklinik in der Maistraße (1916, Architekt Theodor Kollmann), ergänzt durch die II. Frauenklinik in der Lindwurmstraße (1926) und schließlich die Dermatologische Klinik (1929).
Bau- und sozialgeschichtlich repräsentiert das Klinikviertel mit dem Pavillonstil die Vorstellung, dass jedes Fachgebiet sein eigenes Gebäude haben müsse. Für die nichtklinischen Fächer wie Pathologie (1874) und Pharmakologie (1893) entstehen ebenfalls Gebäude wie auch eines für das Hygiene-Institut speziell nach den Wünschen von Max von Pettenkofer (1879) sowie ein Anbau am Allgemeinen Krankenhaus für das ‚Medizinisch-klinische Institut‘ (1878). Auch auf diesem Gebiet zeigt sich die Differenzierung der Fachrichtungen in architektonischer Vielfalt. Ergänzt wird das Klinikviertel durch den Komplex der Medizinischen Lesehalle und des Instituts für Geschichte der Medizin. Die Villa wurde von Emanuel von Seidl 1910 für den Kunsthändler Franz Josef Brakl erbaut und von der Universität 1919 erworben.
Nach dem Zweiten Weltkrieg zeichnete sich mit dem Wiederaufbau der Kliniken und Institute eine Tendenz zur Zusammenlegung kleiner oder verwandter Bereiche ab, die schließlich 1991 in der Fusion zum Klinikum Innenstadt mündete. Aber immer noch nahm das Klinikum ein ganzes Stadtviertel ein, was die fächerübergreifende Patientenversorgung durch lange Wege sowohl für Ärzte wie Patienten erschwerte.

### Großhadern
Die Kosten zur Beseitigung der starken Kriegsschäden und die Überlegungen zur Neustrukturierung der medizinischen wie administrativen Abläufe führten zu einem völlig neuen Konzept: die räumliche Zusammenführung aller Kliniken unter einem Dach.
Den ersten Preis erhielt 1954 der Entwurf der Architektengemeinschaft Godehard Schwethelm, Walter Schlempp und Werner Eichberg. Der Bayerische Ministerrat folgte den Empfehlungen des Preisrichtergremiums. Die Wahl des Standorts fiel auf ein 70 ha großes Gelände in Großhadern, das auch Raum für zukünftige Erweiterungen ließ. Ein wichtiger Aspekt bei der Planung war, dass ein Universitätsklinikum mit seiner Hochleistungsmedizin adäquates Personal in Krankenpflege, Operationsassistenz, Physiotherapie und Labor benötigte. Hinzu kamen die diagnostischen Einrichtungen, für die gut ausgebildete MTAs und MTRs benötigt werden. Aus diesem Grunde wurden von Anfang an Räumlichkeiten für Staatliche Berufsfachschulen in den genannten Bereichen vorgesehen. Leiter dieser Berufsfachschulen sind Direktoren der Kliniken und damit Lehrstuhlinhaber an der Medizinischen Fakultät. Insbesondere im Bereich der Krankenpflege gibt es von Seiten der Pflegeleitung ein umfangreiches Fort- und Weiterbildungsprogramm.
Zwischen der ersten Patientenaufnahme im September 1971 und 1981 bezogen die 15 Kliniken und 4 Institute nach und nach das Haus.

### Namhafte Mediziner des Klinikums
Folgende Mediziner waren am Klinikum tätig:
| Vita      | Name                        | Status und Zeitspanne am Klinikum                                                             |
| --------- | --------------------------- | --------------------------------------------------------------------------------------------- |
| 1785–1880 | Johann Nepomuk von Ringseis | Arzt und Professor, ab 1817 Primararzt am Münchner Allgemeinen Krankenhaus                    |
| 1824–1879 | Joseph von Lindwurm         | Ärztlicher Direktor II. Med. Klinik 1869–1874, Ordinarius für Dermatologie                    |
| 1829–1890 | Johann Nepomuk von Nußbaum  | Ordinarius für Chirurgie 1860–1890                                                            |
| 1829–1902 | Hugo Wilhelm von Ziemssen   | Ärztlicher Direktor II. Med. Klinik 1874–1885, I. Med. Klinik 1885–1902                       |
| 1856–1926 | Emil Kraepelin              | Ordinarius für Psychiatrie 1903–1922, Gründer der Deutschen Forschungsanstalt für Psychiatrie |
| 1858–1941 | Friedrich von Müller        | Ärztlicher Direktor II. Med. Klinik 1902–1934                                                 |
| 1865–1933 | Ernst von Romberg           | Ärztlicher Direktor II. Med. Klinik 1912–1933                                                 |
| 1875–1951 | Ferdinand Sauerbruch        | Ordinarius für Chirurgie 1918–1928                                                            |
| 1867–1937 | Erich Lexer                 | Ordinarius für Chirurgie 1928–1936                                                            |
| 1878–1955 | Gustav von Bergmann         | Ärztlicher Direktor II. Med. Klinik 1946–1953                                                 |
| 1881–1945 | Hans Fischer                | II. Medizinische Klinik 1908–1915                                                             |
| 1883–1965 | Heinrich Eymer              | Direktor I. Universitäts-Frauenklinik 1933–1954                                               |
| * 1935    | Peter C. Scriba             | Ärztlicher Direktor Innenstadtkliniken 1991–1999                                              |
| * 1943    | Bruno Reichart              | Ordinarius für Herzchirurgie 1990–2011                                                        |

## Zahlen
In 48 Kliniken, Abteilungen und Instituten ist das gesamte Spektrum medizinischer Versorgung abgedeckt: An beiden Campus stehen 1964 Betten in etwa 60 Stationen zur Verfügung. Insgesamt arbeiten 10400 Menschen in Krankenversorgung, Forschung und Lehre, von denen ca. 1800 als Ärzte, 3200 im Pflegebereich und 5300 im medizinisch-technischen Bereich als MTA, MTRA, Laboranten etc. oder in den Werkstätten und in der Verwaltung tätig sind. Jährlich werden rund 530.000 Patienten ambulant und stationär behandelt.